# Hartmut Rosa
Hartmut Rosa (født 15. august 1965 i Lörrach) er en tysk sociolog og politolog, som ud fra en kritisk teoretisk tilgang arbejder med acceleration og fremmedgørelse i højhastighedssamfundet. Han er tilknyttet Friedrich Schiller Universitet i Jena.
Hans værk Resonans er oversat til dansk. Heri viser han, at resonans er modsvaret til den stigende fremmedgørelse. Den resonans kan mennesket blandt andet finde ved at engagere sig i det åndelige.
I 2023 udkom den danske oversættelse af skriftet Demokrati har brug for religion. Heri anfører Rosa, at det moderne menneske og det moderne samfund har brug for religion, der kan give modvægt til fremmedgørelse.

## Udgivelser
- Identität und kulturelle Praxis. Politische Philosophie nach Charles Taylor. Campus, Frankfurt am Main/New York 1998
- Beschleunigung. Die Veränderung der Zeitstrukturen in der Moderne. Suhrkamp, Frankfurt am Main 2005
- Soziologie – Kapitalismus – Kritik: Eine Debatte. Suhrkamp, Frankfurt am Main 2009, ISBN 978-3-518-29523-6
- Alienation and Acceleration. Towards a Critical Theory of Late-Modern Temporality. Nordisk Sommeruniversitet NSU Press, Aarhus 2010, ISBN 978-87-87564-14-4
- Weltbeziehungen im Zeitalter der Beschleunigung. Suhrkamp, Berlin 2012, ISBN 978-3-518-29577-9
- Aliénation et accélération: Vers une théorie critique de la modernité tardive. Editions La Découverte, Paris 2012, ISBN 978-2-7071-7138-2
- Beschleunigung und Entfremdung – Entwurf einer kritischen Theorie spätmoderner Zeitlichkeit. Suhrkamp, Frankfurt am Main 2013, ISBN 978-3-518-58596-2
- Zur Architektonik praktischer Vernunft – Hegel in Transformation. Duncker & Humblot, Berlin 2014. ISBN 978-3-428-14394-8
- Resonanzpädagogik. Wenn es im Klassenzimmer knistert. Beltz, Weinheim/Basel 2016, ISBN 978-3-407-25751-2
- Resonanz: Eine Soziologie der Weltbeziehung. InhaltsverzeichnisSuhrkamp, Frankfurt am Main 2016, ISBN 978-3-518-58626-6
- Unverfügbarkeit (Unruhe bewahren), Residenz, Salzburg 2018, ISBN 978-3701734467
- Was stimmt nicht mit der Demokratie? Eine Debatte mit Klaus Dörre, Nancy Fraser, Stephan Lessenich und Hartmut Rosa, herausgegeben von Hanna Ketterer und Karina Becker, Suhrkamp, Berlin 2019, ISBN 978-3-518-29862-6
- Gesellschaftstheorie. UVK, München 2020, ISBN 978-3-825-25244-1
- Resonans. Hans Reitzels Forlag, 2021